# میا مالکووا
میا مالکووا(به انگلیسی: Mia malkova) با نام اصلی ملیسا ان هِونر (زاده ۱ ژوئیهٔ ۱۹۹۲) یک بازیگر پورنوگرافی واستریمر آمریکایی است. 

## حرفه
میا مالکووا از طریق Malkova Natasha، که از دوستان دوران دبیرستانش بود وارد صنعت فیلم بزرگسالان شد. او در سال ۲۰۱۴ جایزه ای‌وی‌ان بهترین بازیگر جدید سال را برد.
در سال ۲۰۱۳، یکی از فیلم‌های پورنوگرافی او در فیلم سینمایی دان جان قرار گرفت.
از سال ۲۰۱۹ میا به عنوان یک استریمر بازی‌های ویدئویی در سرویس توییچ هم فعالیت می‌کند.

## زندگی شخصی
اصل و نسب میا مالکووا، کانادایی فرانسوی و آلمانی و ایرلندی است. میا از همان دوران کودکی سکس پدر مادر خود را تماشا می‌کرد و رفته رفته به دنبال این حرفه رفت.مالکووا اولین سکس خود را با پسر خاله خود یعنی جوزف مارینیو تجربه کرد و از آن فیلم گرفت و در اینترنت منتشر کرد.به این ترتیب او اولین فیلم پورن خود را منتشر کرد و بعد هم کمپانی‌هایی بزرگی همچون برزرز به او پیشنهاد کار دادند.او در سال ۲۰۱۴ با یک بازیگر پورنوگرافی به نام دنی مونتین ازدواج کرد و در ۲۰۱۶ از او طلاق گرفت.